# Società Sportiva Felice Scandone 2005-2006
Questa voce raccoglie le informazioni riguardanti la  Società Sportiva Felice Scandone nelle competizioni ufficiali della stagione 2005-2006.

## Verdetti stagionali
Competizioni nazionali
- Serie A:
  - stagione regolare: 17º posto su 18 squadre (17/24). Retrocede in Legadue. Ripescata in Serie A per l'esclusione del Roseto Basket.

## Stagione
La stagione 2005-2006 della Società Sportiva Felice Scandone sponsorizzata Air, è la 6ª nel massimo campionato italiano di pallacanestro, la Serie A.

## Roster
| Air Avellino 2005-06 | Air Avellino 2005-06 |
| Giocatori            | Staff tecnico        |
| -------------------- | -------------------- |

| N. | Naz.                                                | Ruolo | Nome                | Anno | Alt.   | Peso   |  |
| -- | --------------------------------------------------- | ----- | ------------------- | ---- | ------ | ------ |  |
| 4  | Stati Uniti (bandiera)                              | GA    | Willie Taylor       | 1980 | 193 cm | 90 kg  |  |
| 5  | Italia (bandiera)                                   | P     | Maurizio Ferrara    | 1986 | 185 cm | 75 kg  |  |
| 6  | Francia (bandiera)                                  | P     | Stéphane Dumas      | 1978 | 189 cm | 77 kg  |  |
| 7  | Stati Uniti (bandiera)                              | G     | David Young         | 1985 | 195 cm | 88 kg  |  |
| 8  | Bosnia ed Erzegovina (bandiera) · Grecia (bandiera) | C     | Saša Marković       | 1977 | 210 cm | 109 kg |  |
| 8  | Stati Uniti (bandiera)                              | G     | Tony Bobbitt        | 1979 | 193 cm | 92 kg  |  |
| 9  | Italia (bandiera)                                   | C     | Massimiliano Monti  | 1975 | 205 cm | 110 kg |  |
| 10 | Italia (bandiera)                                   | P     | Davide Bonora       | 1973 | 186 cm | 84 kg  |  |
| 11 | Grecia (bandiera)                                   | AG    | Periklīs Dorkofikīs | 1980 | 205 cm | 105 kg |  |
| 12 | Argentina (bandiera) · Italia (bandiera)            | G     | Patricio Prato (C)  | 1979 | 194 cm | 88 kg  |  |
| 13 | Burkina Faso (bandiera) · Francia (bandiera)        | C     | Innocent Kere       | 1977 | 206 cm | 108 kg |  |
| 13 | Francia (bandiera)                                  | A     | Hervé Touré         | 1982 | 203 cm | 100 kg |  |
| 14 | Italia (bandiera)                                   | AC    | Antonio Iannuzzi    | 1991 | 200 cm | 80 kg  |  |
| 15 | Stati Uniti (bandiera)                              | AC    | Brandon Brown       | 1981 | 203 cm | 106 kg |  |
| 18 | Italia (bandiera)                                   | AP    | Salvatore Parlato   | 1986 | 195 cm | 82 kg  |  |
| 19 | Italia (bandiera)                                   | P     | Fabio Abbandonato   | 1988 | 180 cm | 75 kg  |  |
| 20 | RD del Congo (bandiera) · Belgio (bandiera)         | AP    | Patrick Mutombo     | 1980 | 197 cm | 92 kg  |  |
| -  | Italia (bandiera)                                   |       | Paolo Cantelmo      | 1986 |        |        |  |
| -  | Italia (bandiera)                                   | A     | Pasquale Paolisso   | 1990 | 198 cm | 80 kg  |  |
| -  | Italia (bandiera)                                   |       | Emanuele Perrotta   | 1988 |        |        |  |
| -  | Italia (bandiera)                                   |       | Giuseppe Piano      | 1988 |        |        |  |
| -  | Italia (bandiera)                                   |       | Angelo Silvestri    | 1988 |        |        |  |
| -  | Italia (bandiera)                                   |       | Roberto Solimene    | 1988 |        |        |  |

| Allenatore                                                                        |
| - Alessandro Giuliani (fino al 7 novembre) - Andrea Capobianco (dall'11 novembre) |
| Assistente/i                                                                      |
| - Gianluca De Gennaro Legenda - (C) Capitano - (IN) Inattivo - Infortunato Roster |

### Staff tecnico e dirigenziale
- Allenatore: Andrea Capobianco (dall'11/11/2005)
- Allenatore: Alessandro Giuliani (fino al 07/11/2005)
- Vice Allenatore: Gianluca De Gennaro
- Assistente: Andrea Capobianco (fino al 10/11/2005)
- Preparatore Atletico: Maurizio Maietta
- Medico: Luciano Marino
- Medico: Gennaro Corbo
- Medico: Elia De Simone
- Fisioterapista: Gerardo Zeccardo

- Presidente: Carmine Cardillo
- Segretario Generale: Antonello Nevola
- Team Manager: Antonello Pellecchia
- Dirigente Accompagnatore: Gerardo Mariella
- Addetto agli Arbitri: Salvatore Mondo
- Addetto stampa: Gaetano De Paola
- Segreteria: Benedetta Capaldo
- Resp. Settore Giovanile: Vincenzo Tedesco

## Mercato

### Sessione estiva
| Acquisti | Acquisti            | Acquisti            | Acquisti   | Acquisti |
| R.       | Nome                | da                  | Modalità   |          |
| -------- | ------------------- | ------------------- | ---------- | -------- |
| AG       | Periklīs Dorkofikīs | Nea Filadelfia      | definitivo |          |
| G        | David Young         | Fayet. Patriots     | definitivo |          |
| C        | Saša Marković       | Amici Pall. Udinese | definitivo |          |
| P        | Davide Bonora       | Virtus Roma         | definitivo |          |
| AC       | Brandon Brown       | Cocodrilos          | definitivo |          |
| C        | Innocent Kere       | Strasburgo          | definitivo |          |
| GA       | Willie Taylor       | Robur Osimo         | definitivo |          |
| P        | Stéphane Dumas      | Girona              | definitivo |          |

| Cessioni | Cessioni        | Cessioni           | Cessioni       | Cessioni |
| R.       | Nome            | a                  | Modalità       |          |
| -------- | --------------- | ------------------ | -------------- | -------- |
| PG       | Nacho Rodilla   | Virtus Bologna     | fine contratto |          |
| G        | Larry Middleton | Castelletto Ticino | fine contratto |          |
| A        | Damon Williams  | Soles de Mexicali  | fine contratto |          |
| C        | Andreas Bloch   | SISU Copenhagen    | fine contratto |          |
| G        | Nate Green      | Fortitudo Bologna  | fine contratto |          |
| C        | Peter Ezugwu    | Saragozza          | fine contratto |          |
| PG       | Damien Ryan     | Teramo Basket      | fine contratto |          |
| A        | Carlo Mariella  |                    | fine contratto |          |

### Dopo l'inizio della stagione
| Acquisti | Acquisti           | Acquisti   | Acquisti         | Acquisti   |
| R.       | Nome               | da         | Data             | Modalità   |
| -------- | ------------------ | ---------- | ---------------- | ---------- |
| AP       | Patrick Mutombo    | Free agent | 28 ottobre 2005  | definitivo |
| A        | Hervé Touré        | Free agent | 16 novembre 2005 | definitivo |
| C        | Massimiliano Monti | Free agent | 13 dicembre 2005 | definitivo |
| G        | Tony Bobbitt       | Free agent | 15 dicembre 2005 | definitivo |

| Cessioni | Cessioni         | Cessioni      | Cessioni         | Cessioni    |
| R.       | Nome             | a             | Data             | Modalità    |
| -------- | ---------------- | ------------- | ---------------- | ----------- |
| C        | Innocent Kere    | Golbey-Épinal | 14 novembre 2005 | rescissione |
| P        | Stéphane Dumas   | León          | 22 dicembre 2005 | rescissione |
| C        | Saša Marković    | Free agent    | 15 febbraio 2006 | rescissione |
| P        | Maurizio Ferrara | Juvecaserta   | 30 marzo 2006    | prestito    |
| GA       | Willie Taylor    | Free agent    | 5 aprile 2006    | rescissione |

## Risultati

### Regular season

#### Girone di andata
| Avellino 9 ottobre 2005, ore 18:15 1ª giornata | Scandone Avellino | 69 – 77 | Pall. Varese | PalaDelMauro |

| Treviso 13 ottobre 2005, ore 20:30 2ª giornata | Pall. Treviso | 86 – 79 | Scandone Avellino | Palaverde |

| Siena 16 ottobre 2005, ore 18:15 3ª giornata | Mens Sana Siena | 87 – 42 | Scandone Avellino | PalaEstra |

| Avellino 20 ottobre 2005, ore 20:30 4ª giornata | Scandone Avellino | 81 – 88 | Virtus Bologna | PalaDelMauro |

| Cucciago 23 ottobre 2005, ore 18:15 5ª giornata | Pall. Cantù | 104 – 81 | Scandone Avellino | Mapooro Arena |

| Avellino 30 ottobre 2005, ore 18:15 6ª giornata | Scandone Avellino | 58 – 77 | Olimpia Milano | PalaDelMauro |

| Avellino 6 novembre 2005, ore 18:15 7ª giornata | Scandone Avellino | 78 – 84 | Orlandina | PalaDelMauro |

| Udine 13 novembre 2005, ore 18:15 8ª giornata | Amici Pall. Udinese | 84 – 71 | Scandone Avellino | PalaCarnera |

| Teramo 20 novembre 2005, ore 18:15 9ª giornata | Teramo Basket | 78 – 82 | Scandone Avellino | PalaScapriano |

| Avellino 27 novembre 2005, ore 18:15 10ª giornata | Scandone Avellino | 75 – 92 | Fortitudo Bologna | PalaDelMauro |

| Napoli 2 dicembre 2005, ore 20:30 11ª giornata | Basket Napoli | 92 – 61 | Scandone Avellino | PalaBarbuto |

| Avellino 18 dicembre 2005, ore 17:15 12ª giornata | Scandone Avellino | 67 – 68 | Virtus Roma | PalaDelMauro |

| Roseto degli Abruzzi 28 dicembre 2005, ore 20:30 13ª giornata | Pall. Roseto | 96 – 77 | Scandone Avellino | PalaMaggetti |

| Avellino 30 dicembre 2005, ore 20:30 14ª giornata | Scandone Avellino | 77 – 73 | Viola R. Calabria | PalaDelMauro |

| Biella 8 gennaio 2006, ore 18:15 15ª giornata | Pall. Biella | 98 – 92 | Scandone Avellino | Palasport Biella |

| Livorno 13 gennaio 2006, ore 20:30 16ª giornata | Basket Livorno | 78 – 82 | Scandone Avellino | PalaLivorno |

| Avellino 22 gennaio 2006, ore 18:15 17ª giornata | Scandone Avellino | 74 – 94 | Pall. Reggiana | PalaDelMauro |

#### Girone di ritorno
| Varese 29 gennaio 2006, ore 18:15 1ª giornata | Pall. Varese | 83 – 70 | Scandone Avellino | PalaWhirlpool |

| Avellino 5 febbraio 2006, ore 18:15 2ª giornata | Scandone Avellino | 81 – 78 | Pall. Treviso | PalaDelMauro |

| Avellino 12 febbraio 2006, ore 18:15 3ª giornata | Scandone Avellino | 78 – 108 | Mens Sana Siena | PalaDelMauro |

| Casalecchio di Reno 26 febbraio 2006, ore 18:15 4ª giornata | Virtus Bologna | 92 – 79 | Scandone Avellino | Unipol Arena |

| Avellino 4 marzo 2006, ore 20:30 5ª giornata | Scandone Avellino | 71 – 74 | Pall. Cantù | PalaDelMauro |

| Milano 12 marzo 2006, ore 17:15 6ª giornata | Olimpia Milano | 74 – 101 | Scandone Avellino | Mediolanum Forum |

| Capo d’Orlando 19 marzo 2006, ore 18:15 7ª giornata | Orlandina | 78 – 71 | Scandone Avellino | PalaFantozzi |

| Avellino 24 marzo 2006, ore 20:30 8ª giornata | Scandone Avellino | 77 – 86 | Amici Pall. Udinese | PalaDelMauro |

| Avellino 2 aprile 2006, ore 18:15 9ª giornata | Scandone Avellino | 76 – 82 | Teramo Basket | PalaDelMauro |

| Bologna 9 aprile 2006, ore 18:15 10ª giornata | Fortitudo Bologna | 87 – 74 | Scandone Avellino | PalaDozza |

| Avellino 15 aprile 2006, ore 20:30 11ª giornata | Scandone Avellino | 87 – 85 | Basket Napoli | PalaDelMauro |

| Roma 20 aprile 2006, ore 20:30 12ª giornata | Virtus Roma | 80 – 71 | Scandone Avellino | PalaLottomatica |

| Avellino 23 aprile 2006, ore 18:15 13ª giornata | Scandone Avellino | 80 – 68 | Pall. Roseto | PalaDelMauro |

| Reggio Calabria 4 maggio 2006, ore 20:30 14ª giornata | Viola R. Calabria | 73 – 99 | Scandone Avellino | PalaCalafiore |

| Avellino 7 maggio 2006, ore 18:15 15ª giornata | Scandone Avellino | 71 – 69 | Pall. Biella | PalaDelMauro |

| Avellino 11 maggio 2006, ore 20:30 16ª giornata | Scandone Avellino | 78 – 81 | Basket Livorno | PalaDelMauro |

| Reggio Emilia 14 maggio 2006, ore 18:15 17ª giornata | Pall. Reggiana | 74 – 79 | Scandone Avellino | PalaBigi |